# Listopad 2005

## 3 listopada2005
- Sejm wybrał nowy skład Trybunału Stanu. Na wiceprzewodniczących Trybunału wybrano Jana Olszewskiego (zgłoszony przez PiS) i Stanisława Owczarka (zgłoszony przez PO). Głosowanie nie miało charakteru konfrontacyjnego, zgłoszono tyle samo kandydatów, co miejsc.

## 4 listopada2005
- Magdalena Środa została odwołana ze stanowiska Pełnomocnika Rządu do spraw Równego Statusu Kobiet i Mężczyzn przez premiera Kazimierza Marcinkiewicza. Komentując zwolnienie, premier powiedział, że „za kłamliwe teorie wypowiadane w imieniu rządu należy się dymisja”. Zadania dotychczasowego pełnomocnika zostały przekazane Ministerstwu Pracy i Polityki Społecznej.

## 5 listopada2005
- We Francji rozszerzały się zamieszki, których uczestnicy podpalili ponad 900 samochodów.

## 6 listopada2005
- W Azerbejdżanie odbyły się wybory parlamentarne, według oficjalnych wyników wygrane przez rządzącą Partię Nowego Azerbejdżanu. Opozycja oskarżyła rządzących o sfałszowanie wyborów. Zdaniem Human Rights Watch wybory nie zostały przeprowadzone w sposób wolny i uczciwy.

## 7 listopada2005
- Nastąpiła dalsza eskalacja zamieszki na przedmieściach Paryża i w innych częściach Francji, zamieszkanych przez emigrantów z Północnej Afryki. Spłonęło ponad 1400 samochodów, w tym polski autokar. Była jedna ofiara śmiertelna. Do aktów wandalizmu doszło także w Brukseli i Berlinie.
- Indyjski minister spraw zagranicznych K. Natwar Singh został ostatecznie zdymisjonowany przez premiera Manmohana Singha z powodu zarzutów o czerpanie nielegalnych zysków z programu pomocowego dla Iraku „Ropa za żywność”. Mimo dymisji i zarzutów K. Natwar Singh pozostanie ministrem bez teki.

## 8 listopada2005
- W Australii policja aresztowała 16 osób oskarżonych o przygotowywanie „katastrofalnego” ataku terrorystycznego. Znaleziono broń i środki chemiczne służące do produkcji bomb podobnych do tych użytych w zamachach w Londynie w lecie 2005.
- USA: Wybory [gubernatorskie stanów Wirginii i New Jersey zgodnie z przedwyborczymi sondażami wygrali demokraci Tim Kaine i Jon Corzine. Wybrano także burmistrzów miast Nowy Jork i Cleveland, zaś w Kalifornii przeprowadzono referendum w sprawach m.in. aborcji u nieletnich, finansowania oświaty, refundacji leków i zmiany sposobu wyznaczania okręgów wyborczych.
- Wyborcy w stanie Teksas zadecydowali o wprowadzeniu konstytucyjnego zakazu formalnych związków homoseksualnych, zaś wybory w Kalifornii (San Francisco) o wprowadzeniu daleko idących ograniczeń dostępu do broni palnej.
- W związku z zamieszkami władze miejskie Amiens wprowadziły godzinę policyjną.

## 9 listopada2005
- Na wspólnej konferencji prasowej Andrzej Lepper (Samoobrona RP) i Roman Giertych (LPR) zapowiedzieli poparcie swoich partii dla rządu PiS Kazimierza Marcinkiewicza. (Gazeta.pl, Rzeczpospolita)
- Po wprowadzeniu stanu wyjątkowego intensywność zamieszek we Francji spada. Podczas kolejnej(8./9. XI) nocy spalono poniżej 700 samochodów – dwa razy mniej niż poprzedniej nocy.
- W wieczornych zamach terrorystycznych w trzech hotelach w Ammanie zginęło co najmniej 67 osób. Według jordańskiej policji zamachów dokonali terroryści-samobójcy, prawdopodobnie na polecenie Abu Musaby al-Zarkawiego, przywódcy irackiej gałęzi Al-Ka’idy. (Gazeta.pl)

## 10 listopada2005
- Rząd Kazimierza Marcinkiewicza dostał wotum zaufania.

Głosowanie: za – 272, przeciw – 187, nieobecnych – 1, wstrzymali się – 0, większość bezwzględna niezbędna do przyjęcia wotum – 230.
- Ellen Johnson-Sirleaf wygrała wybory prezydenckie w Liberii. Pokonała w drugiej turze byłego piłkarza – George’a Weah stosunkiem głosów 59.4% do 40.6%.

## 11 listopada2005
- Prezydent Aleksander Kwaśniewski z okazji święta państwowego wręczył Order Orła Białego – najwyższe odznaczenie RP – prezesowi NBP Leszkowi Balcerowiczowi oraz kompozytorowi Krzysztofowi Pendereckiemu.
- Przywódcy CDU/CSU i SPD ogłosili w Berlinie powstanie wspólnego rządu tzw. „wielkiej koalicji”. Podpisana umowa koalicyjna z kompromisowym programem rządu uwieńczyła wielotygodniowe negocjacje. (Gazeta.pl)
- Kandydatura Arabii Saudyjskiej do Światowej Organizacja Handlu została zaaprobowana po dwunastu latach rozmów. W przeciągu 30 dni największy światowy eksporter ropy naftowej powinien zostać 149. członkiem WTO.

## 13 listopada2005
- Odbyły się wybory prezydenckie w Burkinie Faso.
- Prezydent Iraku Dżalal Talabani zapowiedział w brytyjskiej telewizji, że wojska irackie zastąpią Brytyjczyków do końca 2006 roku.

## 16 listopada2005
- Amerykanie po tygodniu zaprzeczań przyznali, że podczas oblężenia Faludży w lutym 2005 użyli do ostrzału rebeliantów pocisków z białym fosforem – silnym środkiem zapalającym w działaniu przypominającym napalm. Do użycia broni przyznali się także Brytyjczycy jednakże zastrzegając, że fosfor użyty był jedynie do oznaczania pozycji nieprzyjaciela. Pentagon ponownie zaprzeczył doniesieniom RAI, jakoby masowymi ofiarami broni byli cywile. Rzeczpospolita
- Lech Wałęsa otrzymał od IPN status pokrzywdzonego w związku z wyrokiem Trybunału Konstytucyjnego, który nakazał IPN nadawanie status pokrzywdzonego wszystkim, który przeszli procedurę lustracyjną. Były prezydent podkreślił, że nie był agentem.
- Sąd apelacyjny w Krakowie podtrzymał wyrok sądu okręgowego z 24 stycznia w sprawie afery starachowickiej. Redukcji uległ wymiar kary niektórych osób. Zbigniew Sobotka został skazany na 3,5 roku pozbawienia wolności, Henryk Długosz na 1,5 roku, a Andrzej Jagiełło na 1 rok więzienia.

## 17 listopada2005
- Rząd Stanów Zjednoczonych wygrał dwuletnią walkę o utrzymanie pełnej kontroli nad Internetem. W nocy z 16. na 17., tuż przed poświęconym Internetowi szczytem ONZ w Tunisie po negocjacjach zadecydowano o pozostawieniu systemu adresowego Internetu (DNS) pod pieczą ICANNu, kalifornijskiej, prywatnej organizacji non-profit, mającej poparcie rządu USA. Kraje takie jak Chiny i Iran domagały się przekazania kontroli ONZ przez utworzenie odpowiedniej agencji, co spotkało się z podejrzeniami o chęć wykorzystania tego do ograniczenia wolności przekazu. Lepszą pozycję w rozmowach z USA chciały uzyskać także kraje Unii Europejskiej. Stany Zjednoczone jednak twardo sprzeciwiły się tym żądaniom grożąc rozpadem sieci w przypadku prób odebrania kontroli, zgadzając się jedynie na ewolucyjne dzielenie się władza przez utworzenie nowego międzynarodowego Forum Zarządzania Internetem (Internet Governance Forum). (Gazeta.pl)
- W wyborach prezydenckich na Sri Lance premier Mahinda Rajapaksa pokonał byłego premiera Ranila Wickremesinghe.

## 19 listopada2005
- W Poznaniu odbył się Marsz Równości. Odbył się on wbrew zakazowi władz miejskich i wojewódzkich. Przez dwie godziny kilkaset osób demonstrowało swoje poparcie dla praw mniejszości. Policja doprowadziła na komisariat ok. 80 osób: 65 uczestników marszu, którym postawiono zarzuty udziału w nielegalnej demonstracji, oraz kilkunastu jej przeciwników.
- Wstrząsający dokument CNN „Podziemie w tajnym państwie” (Undercover in the Secret State) – z pierwszym zapisem wideo publicznej egzekucji – dowodzi, że w najbrutalniejszym reżimie świata w Korei Północnej działa zorganizowana opozycja.

## 21 listopada2005
- Aleksander Kwaśniewski powołał ministra spraw wewnętrznych i administracji Ludwika Dorna na wicepremiera.
- Podczas swojej podróży do Azji George W. Bush jako pierwszy urzędujący prezydent USA złożył wizytę państwową w Mongolii.
- Iracki minister spraw zagranicznych Huszjar Zibari na spotkaniu z szefem dyplomacji rosyjskiej Siergiejem Ławrowem poprosił o pomoc w ukróceniu „obcej ingerencji w wewnętrzne sprawy Iraku” oraz zadeklarował chęć odbudowy dobrych stosunków z Moskwą.

## 23 listopada2005
- Media w Polsce, w tym dzienniki Gazeta Wyborcza i Rzeczpospolita, radio RMF FM czy portale Onet.pl i Gazeta.pl protestują przeciwko cenzurze na Białorusi. Pierwsze strony gazet zostały zakreślone, a istotne informacje zostały zaczernione, symbolizując ingerencje cenzury. Protest został zorganizowany przez Amnesty International w ramach akcji „Wolność słowa na Białorusi”.
- Ratownicy odnaleźli ciało ostatniego górnika z Kopalni Zofiówka.
- Podczas pierwszej oficjalnej wizyty zagranicznej premier Kazimierz Marcinkiewicz zapewnił w Brukseli na spotkaniu z szefem Komisji Europejskiej José Manuelem Barroso, że Polska będzie aktywnym członkiem Unii Europejskiej. (Gazeta.pl)

## 24 listopada2005
- Zbigniew Nowek został mianowany na szefa Agencji Wywiadu.

## 25 listopada2005
- Minister obrony narodowej Radosław Sikorski ogłosił ujawnienie archiwaliów Układu Warszawskiego.

## 27 listopada2005
- Południowy Iran nawiedziło trzęsienie ziemi o sile 6 stopni w skali Richtera.

## 28 listopada2005
- Kanadyjski rząd Paula Martina nie uzyskał Wotum zaufania w wyniku czego odbędą się przedterminowe wybory w styczniu 2006.
- Prezydent Aleksander Kwaśniewski wszczął na wniosek Ryszarda Kalisza procedurę ułaskawienia byłego wiceministra Zbigniewa Sobotki skazanego dwa tygodnie wcześniej za ujawnienie tajemnicy państwowej i służbowej.

## 29 listopada2005
- Stolica Apostolska ogłosiła dokument nawołujący do dyskryminacji osób homoseksualnych poprzez zakaz przyjmowania do seminariów i wyświęceń na księży osób, które jak to dokument określa „praktykują homoseksualizm”, „wykazują głęboko osadzone skłonności homoseksualne” (osoby o orientacji homoseksualnej) bądź popierają tak zwaną „kulturę gejów”.
- Sąd Najwyższy Królestwa Szwecji podtrzymał wyrok sądu apelacyjnego z 11 lutego 2005 uznający pastora Åke Greena za niewinnego „nawoływania do nienawiści przeciwko grupie społecznej w oparciu o jej orientacje seksualną”. 20 lipca 2003 pastor wygłosił w mieście Borgholm na wyspie Olandia kazanie, w którym przedstawił naukę Pisma Świętego dotyczącą homoseksualizmu.

## 30 listopada2005
- Witold Marczuk został nominowany na nowego szefa ABW
- Omar Bongo, najdłużej urzędujący prezydent Afryki (od 1967), zwyciężył w wyborach prezydenckich w Gabonie, zapewniając sobie kolejną siedmioletnią kadencję.
- Biały Dom przedstawił „Strategię zwycięstwa w Iraku” – nowy dokument przedstawiający zasady zaangażowania USA w Iraku.